# Temple mormon de Mesa
Le temple mormon de Mesa est un temple de l’Église de Jésus-Christ des saints des derniers jours situé à Mesa, dans l’État de l’Arizona, aux États-Unis. Il a été inauguré le 23 octobre 1927.

## Architecture
Il s'agit de l'un des trois temples mormons sans flèche, avec celui de Cardston et de Laie.